# カ行變格活用
行變格活用（日语：／ Kagyouhenkaku katsuyou）是日本語的現代語文法和古語文法中，動詞的活用的一種。活用詞尾以五十音圖的カ行（ka, ki, ku, ke, ko）的音為基礎進行不規則變化。簡稱。具有這種活用的詞只有（古語中只有）一個詞。
此活用與其他活用（現代語中普遍存在的五段和上、下一段，古語中普遍存在的四段、上一二下一二，甚至是特殊的ナ行、ラ行、サ行）不同在於，只用來描述這個詞本身的不規則性。變得不規則的原因是其為日常用語，而使用頻度高的詞即便在歷史上文法或音位規則發生變化，很多情況下也傾向於不隨之發生形態上的變化。
以外國人為對象的日本語教育中，與サ行変格活用一起被稱為（第三組）。

## 行變格活用動詞的活用[6]

### （現代語）
- 未然形：
- 連用形：
- 終止形：
- 連體形：
- 仮定形：
- 命令形：

### 来（古語）
- 未然形：
- 連用形：
- 終止形：
- 連體形：
- 已然形：
- 命令形：

## 腳注